# Harland and Wolff
Harland and Wolff Heavy Industries è un'industria cantieristica navale di Belfast in Irlanda del Nord (Regno Unito).

## Storia

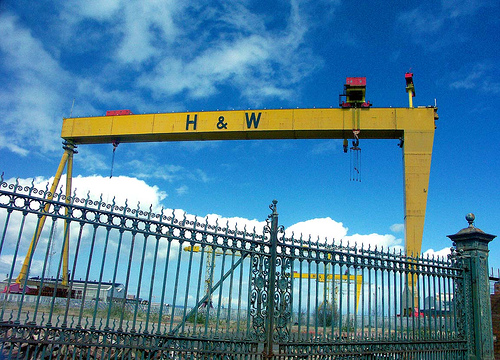
Le famose 2 gru Samson e Goliath del cantiere H&W.

Il cantiere fu fondato nel 1861 da Sir Edward James Harland e da Gustav Willhelm Wolff e da allora ha costruito ininterrottamente ogni tipo di nave.
La nave più famosa varata da Harland and Wolff è senza dubbio lo sfortunato transatlantico Titanic, affondato il 15 aprile 1912 durante il suo primo viaggio a causa dell'impatto con un iceberg.
Il maggiore campo di attività per l'azienda nord irlandese è oggi la riparazione e la conversione di navi e la loro progettazione.
Harland and Wolff ha a Belfast il più grande bacino di carenaggio al mondo.
Nel 1936 entrò nel settore aeronautico creando la filiale Short and Harland Limited che produsse gli aerei Short Stirling durante il secondo conflitto mondiale.
Durante la guerra furono costruite 6 portaerei, 2 incrociatori e 131 altri tipi di nave e ne furono riparate circa 22.000. Furono anche prodotti carri armati e pezzi d'artiglieria. La forza lavoro raggiunse le 35.000 unità.
Il cantiere fu pesantemente bombardato dalla Luftwaffe che causò notevoli danni.
Il declino della richiesta di navi passeggeri a partire dagli anni 50 sommato alla concorrenza giapponese segnò il declino dell'industria cantieristica britannica.
L'ultimo transatlantico varato da Harland and Wolff fu il SS Canberra nel 1960.
Viste le gravi difficoltà del settore l'azienda fu nazionalizzata nel 1977.
Nel 1989 è stata ceduta dal governo ad una cordata composta dai dipendenti e dal magnate della cantieristica norvegese Fred Olsen. La forza lavoro è scesa a 3000 dipendenti.
Per la maggior parte della sua storia gli operai di Harland and Wolff sono stati quasi esclusivamente protestanti ed i cantieri sono stati fortemente associati all'Ordine di Orange. I pochi cattolici che lavoravano ai cantieri hanno regolarmente subito discriminazioni e talvolta violenze.
Recentemente viste le difficoltà del suo settore di attività principale l'azienda ha cercato di allargare il suo campo di attività concentrandosi sulla progettazione d'ingegneria strutturale (costruendo anche ponti in Irlanda ed in Gran Bretagna) e sulla riparazione di navi e sulla costruzione di piattaforme off shore.
Il panorama di Belfast è ancora oggi dominato dalle famose gru gemelle “Samson” e “Goliath” dei cantieri Harland and Wolff.

## Chiusura cantieri navali e riconversione
Nel 2019 passa in Amministrazione controllata, chiudendo così il 7 agosto il cantiere navale dopo oltre 158 anni di attività.
Il 1º ottobre 2019 i cantieri vengono acquisiti dalla compagnia energetica londinese InfraStrata per 6 milioni di sterline, salvandoli così dalla chiusura e reintegrando i 120 lavoratori precedentemente impiegati.
Nell'agosto 2020, InfraStrata ha anche acquistato il cantiere Appledore Shipbuilders per 7 milioni di dollari. L'accordo comprende la ridenominazione del cantiere navale in H&W Appledore concentrandosi su costruzioni di navi più piccole e lunghe fino a 119 metri e nella riparazione navale.